# Mixti fori
Mixtī forī es una locución latina que significa «'de fuero mixto'».
Antiguamente se decía de los delitos de que podían conocer el tribunal eclesiástico y el civil indistintamente.
Actualmente en sentido figurado se dice de las cosas o hechos cuya naturaleza no se puede deslindar con suficiente claridad. Son las llamadas zonas grises. También se aplica, familiarmente, a todo embrollo o mezcla de cosas heterogéneas.
De estas dos palabras reunidas en una sola se ha formado el sustantivo mixtifori con significado de embrollo o enredo.